# Linköpings HC 2010/2011
Elitserien i ishockey 2010/2011 var Linköpings HC:s 11:e säsong i Elitserien i ishockey. Under säsongen spelade laget även i European Trophy 2010.
15 september spelade Linköping öppningsmatch i Elitserien borta mot AIK och vann med 5-1. Grundseriesäsongen avslutades den 5 mars 2011 med förlust i förlängning mot Skellefteå AIK och LHC slutade femma i tabellen. I slutspelet, i kvartsfinalen, ställdes man mot just Skellefteå men slogs ut i den sjunde och avgörande matchen.

## Försäsong
Linköping spelade under försäsongen i European Trophy 2010 i Division Capital-gruppen. Turneringen pågick mellan den 11 augusti och 5 september. Linköping blev utslagna efter gruppspelet.

### Division Capital

#### Tabell
| Nr | Lag             | SM | V | O | F | ÖTV | ÖTF | STV | STF | GM | IM | MS  | P  |
| -- | --------------- | -- | - | - | - | --- | --- | --- | --- | -- | -- | --- | -- |
| 1. | Eisbären Berlin | 8  | 5 | 1 | 2 | 0   | 0   | 1   | 0   | 30 | 21 | 9   | 17 |
| 2. | Färjestads BK   | 8  | 5 | 0 | 3 | 0   | 0   | 0   | 0   | 27 | 25 | 2   | 15 |
| 3. | Jokerit         | 8  | 4 | 1 | 3 | 1   | 0   | 0   | 0   | 20 | 15 | 5   | 14 |
|    |                 |    |   |   |   |     |     |     |     |    |    |     |    |
| 4. | HC Sparta Prag  | 8  | 4 | 1 | 3 | 0   | 0   | 0   | 1   | 22 | 16 | 6   | 13 |
| 5. | Djurgårdens IF  | 8  | 3 | 2 | 3 | 0   | 0   | 1   | 0   | 23 | 18 | 5   | 12 |
| 6. | Helsingfors IFK | 8  | 4 | 0 | 4 | 0   | 0   | 0   | 0   | 27 | 24 | 3   | 12 |
| 7. | Adler Mannheim  | 8  | 3 | 2 | 3 | 0   | 0   | 0   | 2   | 20 | 24 | -4  | 11 |
| 8. | Linköpings HC   | 8  | 2 | 2 | 4 | 0   | 0   | 1   | 1   | 19 | 26 | -7  | 9  |
| 9. | Vålerenga IF    | 8  | 1 | 1 | 6 | 0   | 0   | 1   | 0   | 20 | 38 | -18 | 5  |

██ Gick vidare till slutspel

██ Missade slutspel

## Ordinarie säsong

### Grundserien
|     | Elitserien i ishockey 2010/2011 | SM | V  | O  | F  | ÖTV | ÖTF | GM  | IM  | MS  | P  |
| --- | ------------------------------- | -- | -- | -- | -- | --- | --- | --- | --- | --- | -- |
| 1.  | y – HV71                        | 55 | 24 | 15 | 16 | 9   | 6   | 173 | 143 | +30 | 96 |
| 2.  | x – Färjestads BK               | 55 | 27 | 9  | 19 | 6   | 3   | 154 | 124 | +30 | 96 |
| 3.  | x – Skellefteå AIK              | 55 | 25 | 12 | 18 | 9   | 3   | 173 | 145 | +28 | 96 |
| 4.  | x – Luleå HF                    | 55 | 23 | 11 | 21 | 8   | 3   | 129 | 115 | +14 | 88 |
| 5.  | x – Linköpings HC               | 55 | 22 | 14 | 19 | 5   | 9   | 138 | 118 | +20 | 85 |
| 6.  | x – Djurgårdens IF              | 55 | 22 | 14 | 19 | 4   | 10  | 140 | 139 | +1  | 84 |
| 7.  | x – Brynäs IF                   | 55 | 19 | 16 | 20 | 8   | 8   | 147 | 157 | -10 | 81 |
| 8.  | x – AIK                         | 55 | 20 | 12 | 23 | 4   | 8   | 131 | 151 | -20 | 76 |
|     |                                 |    |    |    |    |     |     |     |     |     |    |
| 9.  | e – Frölunda HC                 | 55 | 19 | 12 | 24 | 5   | 7   | 128 | 158 | -30 | 74 |
| 10. | e – Timrå IK                    | 55 | 17 | 13 | 25 | 9   | 4   | 140 | 165 | -25 | 73 |
|     |                                 |    |    |    |    |     |     |     |     |     |    |
| 11. | r – Södertälje SK               | 55 | 20 | 9  | 26 | 2   | 7   | 132 | 164 | -32 | 71 |
| 12. | r – Modo Hockey                 | 55 | 17 | 13 | 25 | 6   | 7   | 147 | 153 | -6  | 70 |

## Transaktioner[1][2]
| Nyförvärv till Linköpings HC | Nyförvärv till Linköpings HC | Nyförvärv till Linköpings HC |
| ---------------------------- | ---------------------------- | ---------------------------- |
| Spelare                      | Tidigare klubb               | Kontrakterad                 |
| Mattias Bäckman              | LHC J20                      | 3 år                         |
| Sebastian Ottosson           | LHC J20                      | 3 år                         |
| Hans Särkijärvi (tränare)    | Skellefteå AIK               | 2 år                         |
| Andreas Molinder             | Modo Hockey                  | 2 år                         |
| Michael Holmqvist            | Djurgårdens IF               | 2 år                         |
| Johan Andersson              | Färjestads BK                | 3 år                         |
| Klas Dahlbeck                | LHC J20                      | 2 år                         |
| Tero Leinonen                | HC Bílí Tygři Liberec        | 7 veckor                     |
| Josef Melichar               | HC Mountfield                | 1 år                         |
| Matt Murley                  | Rapperswil-Jona Lakers       | 7 veckor                     |
| Jeff Ulmer                   | Metallurg Novokuznetsk       | 1 år                         |

| Förlänger med Linköpings HC | Förlänger med Linköpings HC |
| --------------------------- | --------------------------- |
| Spelare                     | Kontrakterad                |
| Jari Tolsa                  | 2 år                        |
| Pontus Petterström          | 2 år                        |
| Robin Persson               | 2 år                        |
| Martin Laumann Ylven        | 2 år                        |
| Christian Engstrand         | 2 år                        |
| Jan Hlavac                  | 1 år                        |
| Jaroslav Hlinka             | 1 år                        |

| Lämnar Linköpings HC | Lämnar Linköpings HC    |
| -------------------- | ----------------------- |
| Spelare              | Nytt lag                |
| Tony Mårtensson      | Dynamo Moskva           |
| Daniel Fernholm      | Neftekhimik Nizhnekamsk |
| Joakim Eriksson      | Södertälje SK           |
| Fredrik Emvall       | Slutar                  |
| Mattias Carlsson     | Södertälje SK           |

| Lämnar Linköpings HC under säsongen | Lämnar Linköpings HC under säsongen | Lämnar Linköpings HC under säsongen |
| ----------------------------------- | ----------------------------------- | ----------------------------------- |
| Spelare                             | Nytt lag                            | Datum                               |
| Tero Leinonen                       | Tingsryds AIF                       | 22 september 2010                   |
| Matt Murley                         | Timrå IK                            | 19 oktober 2010                     |

- – Mattias Weinhandl är sedan tidigare utlånad till Dynamo Moskva.[3]

## Trupp och statistik

### Utespelare
Notera: GP = Spelade matcher; G = Mål; A = Assists; Pts = Poäng
| Namn                 | Nat      | Pos | GP                              | G                               | A                               | P                               | GP              | G               | A               | P               |
| Namn                 | Nat      | Pos | Elitserien i ishockey 2010/2011 | Elitserien i ishockey 2010/2011 | Elitserien i ishockey 2010/2011 | Elitserien i ishockey 2010/2011 | European Trophy | European Trophy | European Trophy | European Trophy |
| -------------------- | -------- | --- | ------------------------------- | ------------------------------- | ------------------------------- | ------------------------------- | --------------- | --------------- | --------------- | --------------- |
| Jaroslav Hlinka      | Tjeckien | RW  | 43                              | 11                              | 29                              | 40                              | 4               | 0               | 3               | 3               |
| Magnus Johansson     | Sverige  | B   | 55                              | 7                               | 31                              | 38                              | 8               | 2               | 4               | 6               |
| Jan Hlavac           | Tjeckien | C   | 43                              | 16                              | 21                              | 37                              | 4               | 2               | 3               | 5               |
| Patrik Zackrisson    | Sverige  | RW  | 55                              | 16                              | 15                              | 31                              | 8               | 3               | 2               | 5               |
| Andreas Jämtin       | Sverige  | RW  | 37                              | 9                               | 14                              | 23                              | 6               | 1               | 3               | 4               |
| Niclas Hävelid       | Sverige  | B   | 50                              | 5                               | 17                              | 22                              | 8               | 2               | 3               | 5               |
| Erik Lindhagen       | Sverige  | C   | 55                              | 10                              | 11                              | 21                              | 8               | 1               | 2               | 3               |
| Erik Andersson       | Sverige  | B   | 52                              | 6                               | 11                              | 17                              | 6               | 1               | 2               | 3               |
| Pontus Petterström   | Sverige  | LW  | 48                              | 10                              | 5                               | 15                              | 8               | 0               | 2               | 2               |
| Andreas Molinder     | Sverige  | LW  | 54                              | 7                               | 7                               | 14                              | 5               | 1               | 1               | 2               |
| Mikael Håkanson      | Sverige  | C   | 36                              | 7                               | 6                               | 13                              | 6               | 0               | 0               | 0               |
| Martin Laumann Ylven | Norge    | RW  | 46                              | 6                               | 4                               | 10                              | 7               | 2               | 0               | 0               |
| Sebastian Karlsson   | Sverige  | LW  | 54                              | 6                               | 4                               | 10                              | 8               | 0               | 1               | 1               |
| Michael Holmqvist    | Sverige  | RW  | 51                              | 5                               | 5                               | 10                              | 7               | 0               | 0               | 0               |
| Jeff Ulmer           | Kanada   | RW  | 29                              | 6                               | 3                               | 9                               | -               | -               | -               | -               |
| Jari Tolsa           | Sverige  | LW  | 48                              | 3                               | 6                               | 9                               | 7               | 1               | 0               | 1               |
| Matt Murley          | USA      | RW  | 12                              | 3                               | 5                               | 8                               | -               | -               | -               | -               |
| Klas Dahlbeck        | Sverige  | B   | 47                              | 0                               | 8                               | 8                               | 8               | 0               | 0               | 0               |
| Johan Andersson      | Sverige  | C   | 51                              | 3                               | 4                               | 7                               | 8               | 2               | 0               | 2               |
| Robin Persson        | Sverige  | B   | 42                              | 0                               | 6                               | 6                               | 8               | 0               | 1               | 1               |
| Viktor Ekbom         | Sverige  | B   | 49                              | 0                               | 6                               | 6                               | 3               | 0               | 0               | 0               |
| Josef Melichar       | Tjeckien | B   | 41                              | 0                               | 5                               | 5                               | 4               | 0               | 0               | 0               |
| Fredrik Norrena      | Finland  | MV  | 48                              | 0                               | 4                               | 4                               | 6               | 0               | 0               | 0               |
| Andreas Pihl         | Sverige  | B   | 46                              | 2                               | 1                               | 3                               | 6               | 0               | 0               | 0               |
| Joachim Nermark      | Sverige  | LW  | 12                              | 0                               | 1                               | 1                               | 3               | 0               | 0               | 0               |
| Sebastian Ottosson   | Sverige  | RW  | 2                               | 0                               | 0                               | 0                               | 2               | 0               | 0               | 0               |
| Dennis Bozic         | Sverige  | B   | 6                               | 0                               | 0                               | 0                               | 3               | 0               | 0               | 0               |
| Mattias Bäckman      | Sverige  | B   | 6                               | 0                               | 0                               | 0                               | 5               | 0               | 0               | 0               |
| Victor Wahlqvist     | Sverige  | RW  | 12                              | 0                               | 0                               | 0                               | 4               | 1               | 0               | 1               |
| Simon Dahl           | Sverige  | RW  | 0                               | 0                               | 0                               | 0                               | 2               | 0               | 0               | 0               |
| Joel Åkesson         | Sverige  | LW  | 0                               | 0                               | 0                               | 0                               | 1               | 0               | 0               | 0               |

Uppdaterad 25 maj 2011

### Målvakter
Notera: GP = Spelade matcher; GA = Insläppta mål; S = Mottagna skott; Sv% = Räddningsprocent; GAA = Insläppta mål i genomsnitt
| Namn                | Nat     | Pos | GP                              | GA                              | S                               | Sv%                             | GAA                             | GP              | GA              | S               | Sv%             | GAA             |
| Namn                | Nat     | Pos | Elitserien i ishockey 2010/2011 | Elitserien i ishockey 2010/2011 | Elitserien i ishockey 2010/2011 | Elitserien i ishockey 2010/2011 | Elitserien i ishockey 2010/2011 | European Trophy | European Trophy | European Trophy | European Trophy | European Trophy |
| ------------------- | ------- | --- | ------------------------------- | ------------------------------- | ------------------------------- | ------------------------------- | ------------------------------- | --------------- | --------------- | --------------- | --------------- | --------------- |
| Axel Brage          | Sverige | MV  | 2                               | 0                               | 3                               | 100                             | 0                               | -               | -               | -               | -               | -               |
| Christian Engstrand | Sverige | MV  | 7                               | 11                              | 94,15                           | 1,57                            | -                               | -               | -               | -               | -               |                 |
| Fredrik Norrena     | Finland | MV  | 48                              | 103                             | 1257                            | 91,81                           | 2,14                            | 6               | 15              | 177             | 91,5            | 2,48            |
| Tim Harrysson       | Sverige | MV  | 1                               | 0                               | 0                               | 0                               | 0                               | -               | -               | -               | -               | -               |
| Tero Leinonen       | Finland | MV  | -                               | -                               | -                               | -                               | -                               | 2               | 10              | 46              | 78,3            | 4,80            |

Uppdaterad 25 maj 2011

### Vanligaste startfemman
| Land    | Nr | Pos. | Namn              |
| ------- | -- | ---- | ----------------- |
| Finland | 30 | MV   | Fredrik Norrena   |
| Sverige | 11 | VB   | Robin Persson     |
| Sverige | 7  | HB   | Magnus Johansson  |
| Sverige | 51 | VY   | Mikael Håkanson   |
| Sverige | 19 | C    | Patrik Zackrisson |
| Sverige | 91 | HY   | Andreas Jämtin    |

Senast uppdaterad: 27 september

## NHL-draft
Följande Linköping-spelare blev valda i NHL Entry Draft 2011.
| Runda | Nr  | Spelare         | Position | Nationalitet | NHL-lag            |
| ----- | --- | --------------- | -------- | ------------ | ------------------ |
| 3     | 79  | Klas Dahlbeck   | Back     | Sverige      | Chicago Blackhawks |
| 4     | 93  | Joachim Nermark | Center   | Sverige      | Colorado Avalanche |
| 5     | 146 | Mattias Bäckman | Back     | Sverige      | Detroit Red Wings  |